# IPhone 12 mini
iPhone 12 mini è uno smartphone progettato e prodotto dalla Apple. È stato presentato il 13 ottobre 2020 allo Steve Jobs Theater dall'AD di Apple Tim Cook, insieme a iPhone 12, iPhone 12 Pro e iPhone 12 Pro Max.

## Software
È stato lanciato sul mercato con iOS in versione 14.1. L'ultima versione disponibile a marzo 2025 è la 18.3.1. Gli aggiornamenti vengono distribuiti via OTA tramite le impostazioni del dispositivo.

## Caratteristiche principali
È dotato del nuovo chip Apple A14 Bionic e della connettività 5G per tutti i mercati, anche se la tecnologia millimeter wave è un'esclusiva dei modelli venduti negli Stati Uniti.
Il cellulare ha uno schermo Super Retina XDR da 5,4 pollici. Le tecnologie che Apple dichiara di aver inserito nello schermo sono l'HDR, il True Tone, un'ampia gamma cromatica (P3), il tocco con feedback aptico (Haptic Touch), un contrasto pari a 2.000.000:1 e una luminosità massima (tipica) di 625 nit e (HDR) di 1200 nit.
Il nuovo vetro frontale, denominato "Ceramic Shield", è stato ottenuto inserendo cristalli di ceramica (nanoceramica) all'interno del vetro che, secondo quanto dichiarato da Apple, lo rendono fino a 4 volte più resistente agli urti rispetto all'iPhone 11. Questo modello di iPhone presenta, inoltre, un grado di resistenza a schizzi, gocce e polvere pari a IP68.
Il sistema di doppie fotocamere (un grandangolo e un ultra-grandangolo, entrambe da 12 MP) presenta uno zoom ottico 2x e permette la registrazione di video fino alla qualità HDR con Dolby Vision fino a 30 fps.
Inoltre, gli iPhone 12 hanno un nuovo design squadrato, più simile agli iPhone 5, 5S e all'iPhone SE del 2016, e sono dotati della connessione magnetica MagSafe, posta sul lato posteriore, che consentirà di collegare diversi accessori, come i caricatori wireless compatibili, consentendo a questi ultimi di centrare la posizione per una ricarica ideale.

### Colorazioni
| Colorazioni | Colorazioni | Colorazioni |
| Retro       | Retro       | Fronte      |
| ----------- | ----------- | ----------- |
|             | Nero        | Nero        |
|             | Bianco      | Nero        |
|             | Product Red | Nero        |
|             | Verde       | Nero        |
|             | Blu         | Nero        |
|             | Viola       | Nero        |

Con uno chassis in alluminio e vetro, l'iPhone 12 mini è il quarto modello presentato con più colorazioni, dopo l'iPhone 5c, il XR e l'11, ed è disponibile nei cinque colori nero, bianco, verde, blu e rosso (PRODUCT)RED, ai quali viene successivamente aggiunto il viola. Rispetto all'iPhone 11, viene sostituito il colore giallo con la nuova colorazione blu.

## Distribuzione e disponibilità
I preordini sono iniziati il 6 novembre 2020, tuttavia la data della disponibilità effettiva è stata il 13 novembre 2020.